# Prellenkirchen
Prellenkirchen ist eine Marktgemeinde mit 1705 Einwohnern (Stand 1. Jänner 2025) im Bezirk Bruck an der Leitha in Niederösterreich.

## Geografie
Prellenkirchen liegt im Industrieviertel in Niederösterreich. Die Grenze im Südwesten bildet die Leitha in einer Meereshöhe von rund 140 Meter. Im Norden steigt das Land auf Steinberg (288 m) und Spitzerberg (302 m) an. Die Marktgemeinde umfasst 41,57 Quadratkilometer, sie ist damit die flächenmäßig zweitgrößte Gemeinde im Bezirk. Von der Fläche sind 83 Prozent landwirtschaftliche Nutzfläche, je 2 Prozent sind Gärten und Weingärten und 6 Prozent sind bewaldet.

### Gemeindegliederung
Das Gemeindegebiet umfasst vier Katastralgemeinden bzw. drei Ortschaften (Fläche Stand 31. Dezember 2023; Einwohner: Stand 1. Jänner 2025):
- Deutsch Haslau (703,92 ha), Deutsch-Haslau (357 Ew.)
- Prellenkirchen (2.780,39 ha, 1135 Ew.)
- Schönabrunn (449,01 ha, 213 Ew.)
- Wangheim (223,26 ha)

Mit der NÖ. Kommunalstrukturverbesserung wurden mit 1. Jänner 1972 die Gemeinden Prellenkirchen, Deutsch-Haslau und Schönabrunn zur Großgemeinde Prellenkirchen zusammengeschlossen.

### Nachbargemeinden
| Bad Deutsch-Altenburg               | Hundsheim                                   | Edelstal, Kittsee (Burgenland) |
| Rohrau                              | Kompassrose, die auf Nachbargemeinden zeigt | Pama (Burgenland)              |
| Parndorf, Potzneusiedl (Burgenland) |                                             | Gattendorf (Burgenland)        |

## Geschichte
Im Altertum war das Gebiet Teil der Provinz Pannonien.
1982, im Jahr des 850-jährigen Bestehens von Prellenkirchen, erfolgte die Erhebung zur Marktgemeinde.
Fundstelle Prellenkirchen: Im Zuge der Errichtung der Nordost Autobahn A 6 wurde 2002 bis 2003 bei der Rettungsgrabung des Bundesdenkmalamtes an der Fundstelle Prellenkirchen ein frühbronzezeitliches Gräberfeld, eine keltische Siedlung und Überreste aus der Völkerwanderungszeit gefunden.

### Bevölkerungsentwicklung
Wegen einer starken Zuwanderung wächst die Einwohnerzahl seit 2001.
| Prellenkirchen: Einwohnerzahlen von 1869 bis 2025   | Prellenkirchen: Einwohnerzahlen von 1869 bis 2025 | Prellenkirchen: Einwohnerzahlen von 1869 bis 2025 | Prellenkirchen: Einwohnerzahlen von 1869 bis 2025 | Prellenkirchen: Einwohnerzahlen von 1869 bis 2025 |
| --------------------------------------------------- | ------------------------------------------------- | ------------------------------------------------- | ------------------------------------------------- | ------------------------------------------------- |
| Jahr                                                |                                                   |                                                   |                                                   | Einwohner                                         |
| 1869                                                | 1869                                              |                                                   | 1.564                                             | 1.564                                             |
| 1880                                                | 1880                                              |                                                   | 1.561                                             | 1.561                                             |
| 1890                                                | 1890                                              |                                                   | 1.569                                             | 1.569                                             |
| 1900                                                | 1900                                              |                                                   | 1.537                                             | 1.537                                             |
| 1910                                                | 1910                                              |                                                   | 1.503                                             | 1.503                                             |
| 1923                                                | 1923                                              |                                                   | 1.544                                             | 1.544                                             |
| 1934                                                | 1934                                              |                                                   | 1.467                                             | 1.467                                             |
| 1939                                                | 1939                                              |                                                   | 1.512                                             | 1.512                                             |
| 1951                                                | 1951                                              |                                                   | 1.400                                             | 1.400                                             |
| 1961                                                | 1961                                              |                                                   | 1.269                                             | 1.269                                             |
| 1971                                                | 1971                                              |                                                   | 1.181                                             | 1.181                                             |
| 1981                                                | 1981                                              |                                                   | 1.226                                             | 1.226                                             |
| 1991                                                | 1991                                              |                                                   | 1.266                                             | 1.266                                             |
| 2001                                                | 2001                                              |                                                   | 1.285                                             | 1.285                                             |
| 2011                                                | 2011                                              |                                                   | 1.448                                             | 1.448                                             |
| 2021                                                | 2021                                              |                                                   | 1.669                                             | 1.669                                             |
| 2025                                                | 2025                                              |                                                   | 1.705                                             | 1.705                                             |
| Quelle(n): Statistik Austria, Gebietsstand 1.1.2021 |                                                   |                                                   |                                                   |                                                   |

## Kultur und Sehenswürdigkeiten

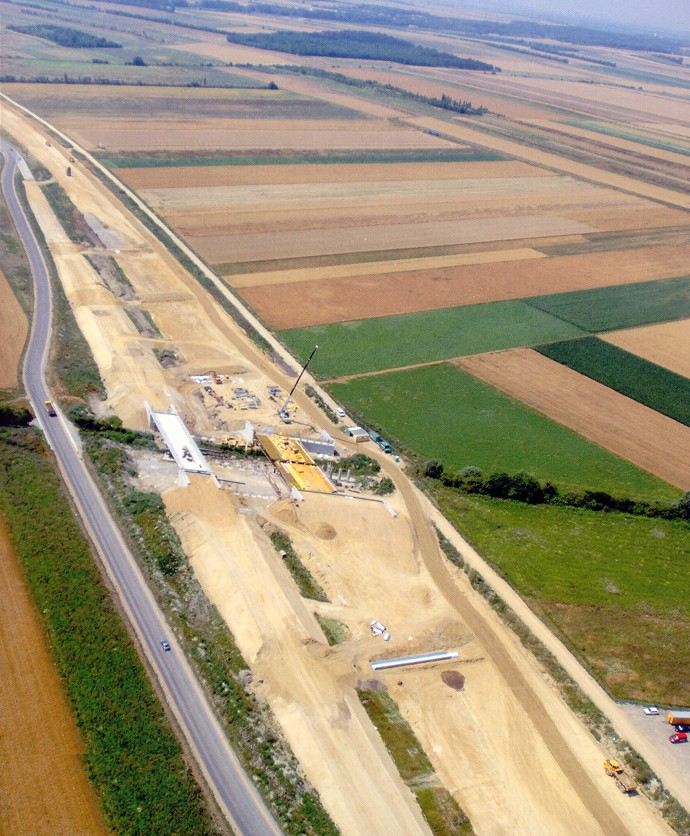
Fundstelle Prellenkirchen auf der Baustelle der A6.
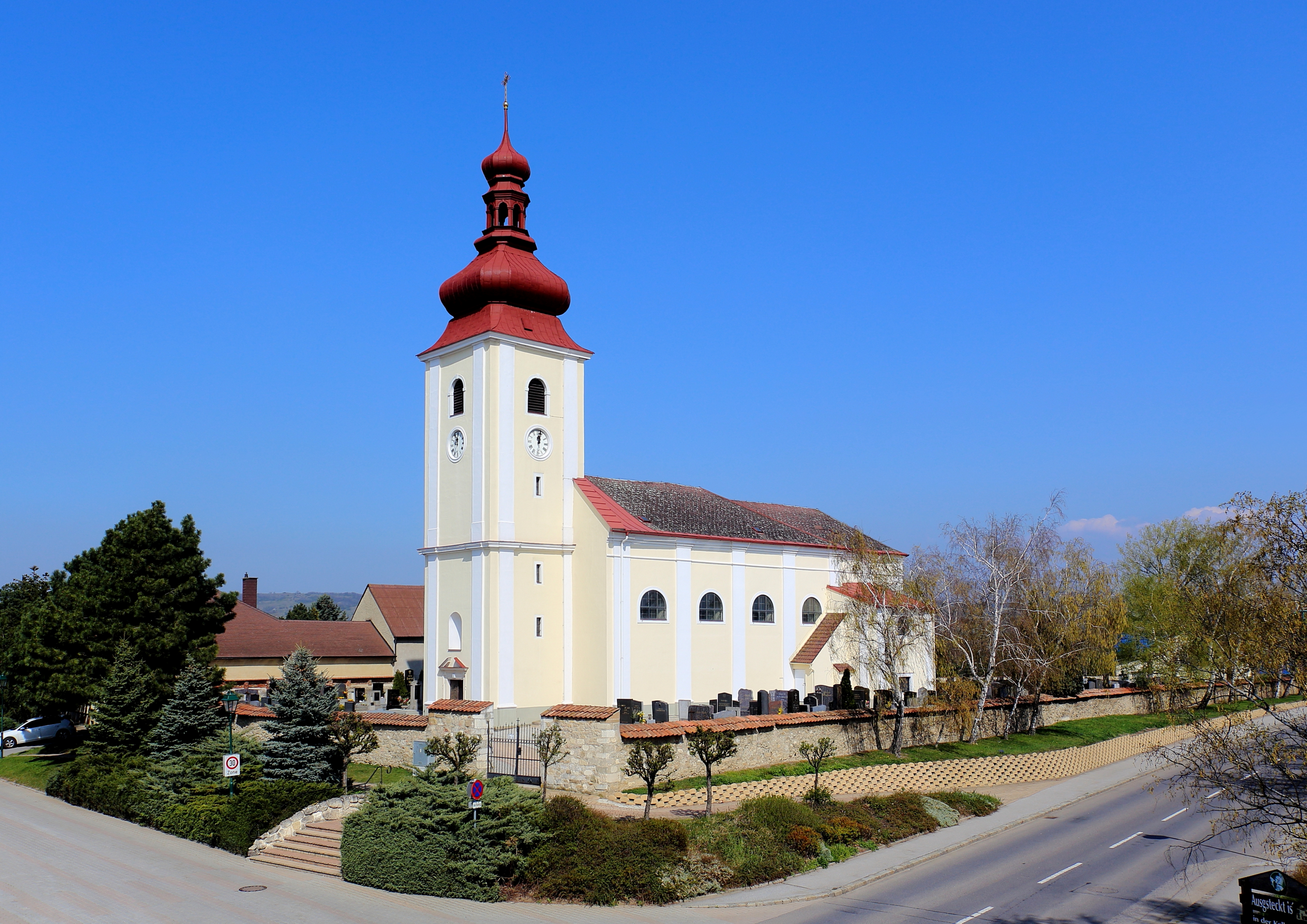
Pfarrkirche Prellenkirchen
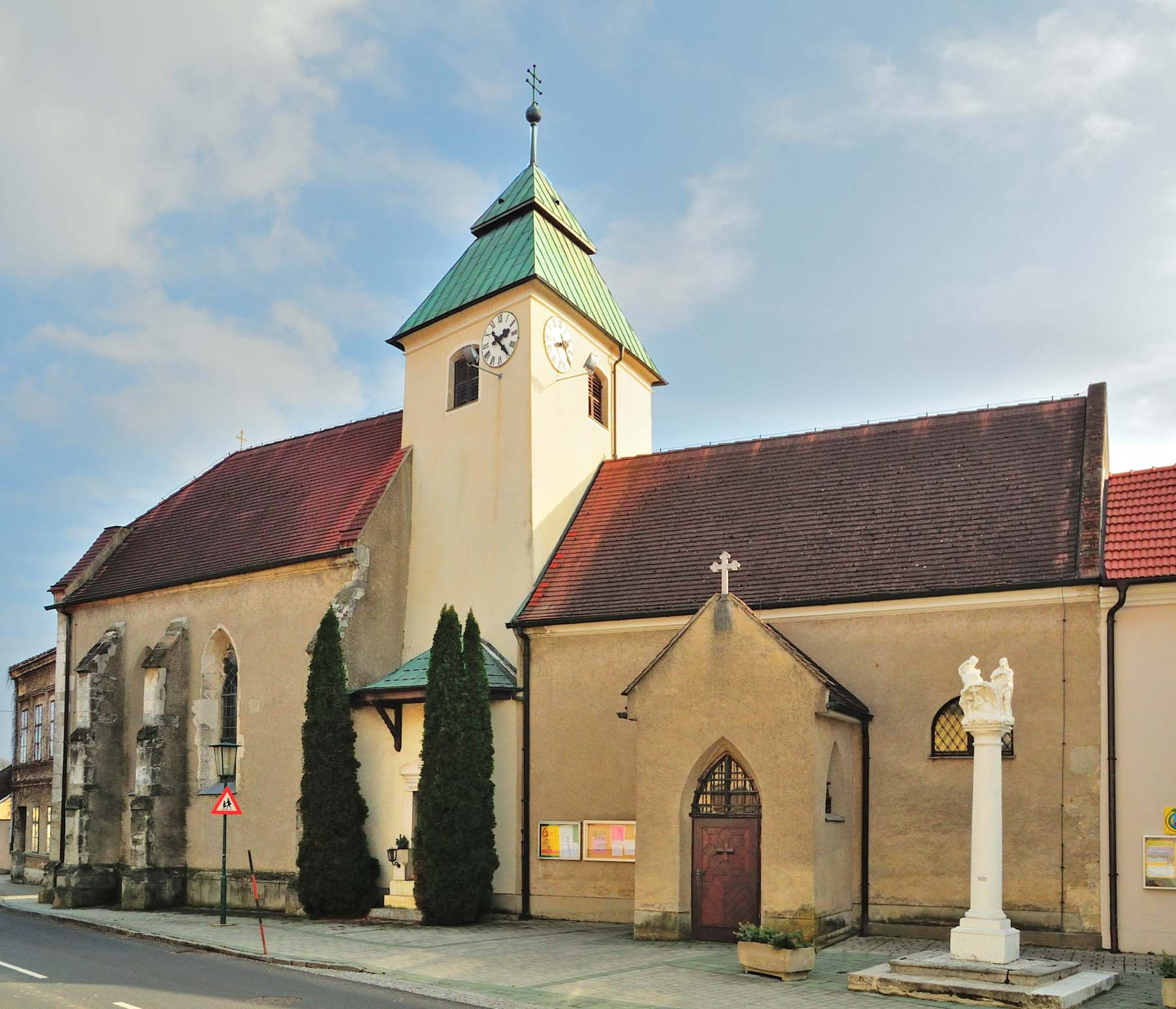
Pfarrkirche Deutsch-Haslau

- Katholische Pfarrkirche Prellenkirchen Hl. Geist: Beim 5. Österreichischen Türkenkrieg (1683) wurde die Kirche schwer beschädigt, anschließend weitgehend neu in barockem Stil errichtet und 1744 geweiht. Die Kirche mit einem hohen vorgestellten Westturm befindet sich in erhöhter Lage am östlichen Ortsrand und ist von einem Friedhof sowie einer Bruchsteinmauer umgeben.
- Katholische Pfarrkirche Deutsch-Haslau Hl. Dreifaltigkeit

Prellenkirchen in der Landesaufnahme um 1873
Prellenkirchen und Schönabrunn
Deutsch Haslau an der Grenze zum damaligen Ungarn mit Potzneusiedl

## Wirtschaft und Infrastruktur
Nichtlandwirtschaftliche Arbeitsstätten gab es im Jahr 2001 47, land- und forstwirtschaftliche Betriebe nach der Erhebung 1999 130. Die Zahl der Erwerbstätigen am Wohnort betrug nach der Volkszählung 2001 556. Die Erwerbsquote lag 2001 bei 44 Prozent.
- Flugplatz Spitzerberg

### Bildung
In Prellenkirchen befindet sich ein Kindergarten und eine Volksschule.

## Politik

### Gemeinderat
Der Gemeinderat hat 19 Mitglieder.
- Nach den Gemeinderatswahlen in Niederösterreich 1990 hatte der Gemeinderat folgende Verteilung: 15 ÖVP und 4 SPÖ.
- Nach den Gemeinderatswahlen in Niederösterreich 1995 hatte der Gemeinderat folgende Verteilung: 14 ÖVP und 5 SPÖ.[9]
- Nach den Gemeinderatswahlen in Niederösterreich 2000 hatte der Gemeinderat folgende Verteilung: 14 ÖVP, 4 SPÖ und 1 FPÖ.[10]
- Nach den Gemeinderatswahlen in Niederösterreich 2005 hatte der Gemeinderat folgende Verteilung: 15 ÖVP und 4 SPÖ.[11]
- Nach den Gemeinderatswahlen in Niederösterreich 2010 hatte der Gemeinderat folgende Verteilung: 15 ÖVP und 4 SPÖ.[12]
- Nach den Gemeinderatswahlen in Niederösterreich 2015 hatte der Gemeinderat folgende Verteilung: 15 ÖVP und 4 SPÖ.[13]
- Nach den Gemeinderatswahlen in Niederösterreich 2020 hatte der Gemeinderat folgende Verteilung: 15 ÖVP und 4 SPÖ.[14]
- Nach den Gemeinderatswahlen in Niederösterreich 2025 hat der Gemeinderat folgende Verteilung: 14 ÖVP, 4 SPÖ und 1 MÖLK.[15]

### Bürgermeister
- 1990–2003 Walter Widler (ÖVP)[16]
- seit 2003 Johann Köck (ÖVP)[17]

### Wappen
Der Gemeinde wurde 1981 folgendes Wappen verliehen: In einem blauen Schild ein aus dem Schildesfuß wachsender, silberner Turm mit rotem Dach und aufgesetzter Laterne, begleitet rechts von einer goldenen Ähre, links von einer goldenen Weintraube.

## Persönlichkeiten

### Ehrenbürger der Gemeinde
- Walter Widler († 2014), Bürgermeister von Prellenkirchen 1990–2003[19]

### Söhne und Töchter der Gemeinde
- Johann Hiez (1869–1936), Fleischhauer und Abgeordneter zum Landtag
- Josef Kamper (1925–1984), Motorradrennfahrer